# 5239 Reiki
5239 Reiki este un asteroid din centura principală, descoperit pe 14 noiembrie 1990, de S. Izumikawa și Osamu Muramatsu.